# Сарибулак (родовище)
Сарибулак (родовище) – мале газове родовище на сході Казахстану.
Родовище виявили у 2002 році унаслідок спорудження розвідувальної свердловини С-2 на структурі Сарибулак Центральний. Комерційний характер відкриття підтвердили дві наступні свердловини С-3 та С4, тоді як свердловина С-5 на структурі Сарибулак Західний потрапила у водонасичений пласт, а свердловина С-7 на структурі Сарибулак Східний виявила незначний нафтогазовий поклад.
Газові поклади виявлено у породах північнозайсанської свити нижнього палеогену на глибинах від 699 до 822 метрів. Газ містить біля 97% метану. Початкові видобувні запаси родовища оцінили у 5 млрд м3.
Розробка Сарибулаку почалась у 2013 році і доволі швидко вийшла на річний рівень у 0,4 – 0,5 млрд м3. Видачу продукції організували по трубопроводу Сарибулак – Зімунай, при цьому майже весь видобутий газ постачали на експорт до Китаю, хоча кілька відсотків продукції надходило споживачам Зайсанського району.
Через свої незначні запаси Сарибулак було швидко впрацьоване і вже у 2022-му експорт до Китаю припинився. Залишкові запаси, що оцінюються у 328 млн м3, розраховують використовувати для забезпечення місцевих споживачів протягом ще 11 років.   
Проект розробки Сарибулака реалізувала компанія «Тарбагатай Мунай», 49% акцій якої в 2009-му придбала китайська Xinjiang Guanghui.